# Northumbrian smallpipes
Northumbrian smallpipes (ook bekend als Northumbrian pipes) zijn een met de ellebogen gepompte doedelzak uit het noordoosten van Engeland, bijvoorbeeld in Northumberland en noordelijk Durham. Zij hebben dezelfde eigenschappen als de Ierse uilleann pipes maar hebben een rondere toon en worden ook door de bespeler op de knie geplaatst.
De vroegste doedelzakcomposities uit Northumberland zijn gevonden in William Dixons manuscript uit 1730.

## Bouwer van Northumbrian smallpipes
De geregistreerde zilversmid Colin Ross is een van de bekendste vervaardigers van de Northumberland smallpipes. Geïnspireerd door de 19e-eeuwse doedelzakmaker Robert Reid, maakt en ontwerpt Ross sedert de zestiger jaren zijn pipes; hij werd professioneel in 1978. Ross bouwt ook Scottish smallpipes.

## Discografie
- The Northumbrian Smallpipes - includes Tom Clough recordings. - Topic TSCD487
- Billy Pigg, the Border Minstrel - LERCD4006

## Bekende Northumbrian pipers

### Oude garde
- James Allan
- John Peacock
- Henry Clough
- Tom Clough
- Billy Pigg
- Forster Charlton
- Joe Hutton

### Huidige Northumbrian pipers
- Jack Armstrong
- Alastair Anderson
- Richard Butler
- Pauline Cato
- Jonathan Davis
- Sean Folsom
- Jim Hal
- Dick Hensold
- Ian Lawther
- Andy May
- Chris Ormston
- Colin Ross (dit is niet de bovengenoemde bouwer maar lid van The High Level Ranters)
- Adrian D Schofield
- Kathryn Tickell